# Shed Seven
Gli Shed Seven sono un gruppo musicale indie rock britannico formatosi nel 1990 e originario di York (Inghilterra). Il "deposito numero 7" da cui prendono il nome, è quello della stazione ferroviaria della loro città, presso cui si ritrovavano da ragazzini.. La band, composta da quattro elementi, si è sciolta nel 2003 per poi ricostituirsi ufficialmente nel luglio 2007.

## Formazione
Attuale
- Rick Witter - voce
- Paul Banks - chitarra, tastiere
- Thomas Gladwin - basso
- Alan Leach - batteria

Ex membri
- Joe Johnson - chitarra, tastiere

## Discografia
Album studio
- 1994 - Change Giver
- 1996 - A Maximum High
- 1998 - Let It Ride
- 2001 - Truth Be Told
- 2024 - A Matter of Time
- 2024 - Liquid Gold

Album live
- 2003 - Where Have You Been Tonight? Live
- 2007 - Live at the BBC
- 2009 - Live at Leeds 2007
- 2025 - Liquid Gold (Live at York Museum Gardens Edition)

Raccolte (lista parziale)
- 1999 - Going for Gold
- 2004 - The Collection